# Arthur (1981.)
Arthur je američka romantična komedija s elementima drame iz 1981. koju je režirao Steve Gordon. Film je zaradio 82 milijuna $ u američkim kinima i postao 4. najkomercijalniji film godine.

## Filmska ekipa
Režija: Steve Gordon
Glume: Dudley Moore (Arthur Bach), Liza Minnelli (Linda), John Gielgud (Hobson), Geraldine Fitzgerald (Martha Bach) i drugi.

## Radnja
Arthur je bogataš koji cijelo svoje vrijeme provodi na piću, prostitutkama i šalama koje zbija na svačiji račun. No duboko u sebi on je samo jedna tužna osoba koja usred svojeg silnog bogatstva nikada nije našla sreću u životu a njegov jedini prijatelj je njegov stari butler Hobson. Njegovi roditelji ga tjeraju da se uda za bogatu Susan ali on ne gaji nikakve osjećaje za nju. No Arthur jednog dana upozna siromašnu ali neodoljivo šarmantnu djevojku Lindu te se zaljubi u nju i po prvi put odluči učiniti nešto samostalno i ne slušati roditelje... 

## Nagrade
- 4 osvojena Zlatna globusa (najbolji film - komedija ili mjuzikl, glumac u komediji ili mjuziklu Dudley Moore, sporedni glumac John Gielgud i pjesma "Best that you can do") i jedna nominacija (najbolja glumica u komediji ili mjuziklu Liza Minnelli).

- 2 osvojena Oscara (najbolji sporedni glumac John Gielgud, pjesma "Best that you can do") i 2 nominacije (najbolji glavni glumac Dudley Moore, scenarij).

- 2 nominacije za BAFTA-u (najbolja glazba, sporedni glumac John Gielgud).

## Kritika
"Arthur" se smatra uspjelom, vrlo dobrom komedijom u kojoj je redatelj Steve Gordon uspio izbalansirati dramske i komične elemente tako da film istodobno može proći kao komedija s blagim dramaturškom dodirom i kao drama s naglašenim duhovitim dijalozima. Najviše pohvala je dobio efektan nastup veterana Johna Gielguda u ulozi butlera Hobsona koji je jedini pravi prijatelj junaku Arthuru ali koji se ne srami i posvađati se s njim i natjerati ga da popravi svoju ličnost, a solidnim nastupima su proglašeni i oni od Dudleya Moorea i Lize Minnelli. Neki kritičari smatraju "Arthurom" klasičnom komedijom i jednim od najboljih filmova 1980-ih zato što neprentenciozno izlaže svoje poruke i ima svoju dušu. Drugi pak dio kritike drži film solidnim ali precijenjenim, nespretnim i nategnutim ostvarenjem koje više igra na simpatije i šarm likova nego li što nudi neku majstorsku ili vještu umjetničku energiju.

## Vanjske poveznice
- Arthur u internetskoj bazi filmova IMDb-a
- Rotten-tomatoes.com
- Arthur na DVD-u  Arhivirana inačica izvorne stranice od 4. ožujka 2016. (Wayback Machine)